# Холмогоровка (Калининградская область)
Холмого́ровка (до 1946 г. — Фухсберг, нем. Fuchsberg) — посёлок в Зеленоградском районе Калининградской области. Входит в состав Переславского сельского поселения. Население — 637 чел. (2010).
Холмогоровка лежит на дороге Калининград — Переславское — Светлогорск, примерно в трёх километрах от посёлка Чкаловск, входящего в состав Калининграда. Через Холмогоровку в Калининград ходят автобусы 118, 119, 120, 123 и 125.

## История
Фухсберг был основан в 1481 году как имение, хотя прусское земляное укрепление было здесь еще в доорденские времена. Магистром Тевтонского ордена Альбрехтом Бранденбургским имение было пожаловано предводителю наемников Клаусу фон Ауэру в качестве вознаграждения за участие в "Войне всадников" 1519–21 гг. В XIX в. Фухсберг принадлежал барону фон Виттиху.

## Население
| 1910 | 2002 | 2010 |
| ---- | ---- | ---- |
| 142  | ↗586 | ↗637 |

## Социально-бытовая инфраструктура
В Холмогоровке есть фельдшерско-акушерский пункт, библиотека, клуб, детский сад (занимает здание бывшего приюта "Исток") и почтовое отделение.

### Достопримечательности
В Холмогоровке расположен военно-исторический музей «Командный пункт 43-й армии и временный пункт управления 3-м белорусским фронтом» (филиал Калининградского областного историко-художественного музея). Экспозиция музея находится в том доме, где во время штурма Кёнигсберга находилось командование 43-й армии и 3-го Белорусского фронта (в частности, маршал Советского Союза Александр Василевский).
В данный момент музей закрыт, экспозиция перевезена в музейные помещения 5-го форта, расположенного в черте Калининграда. Около бывшего здания музея (по совместительству клуба и библиотеки) расположена мемориальная доска в память о героях, бравших Фухсберг в 1945-м.
Экспозиция музея рассказывает о боевом пути 43-армии. Также в Холмогоровке располагается два кладбища. Старое кладбище в черте деревни не допускает больше захоронений. Действующее кладбище находится между Холмогоровкой и поселком Петрово.